# 세븐오크스

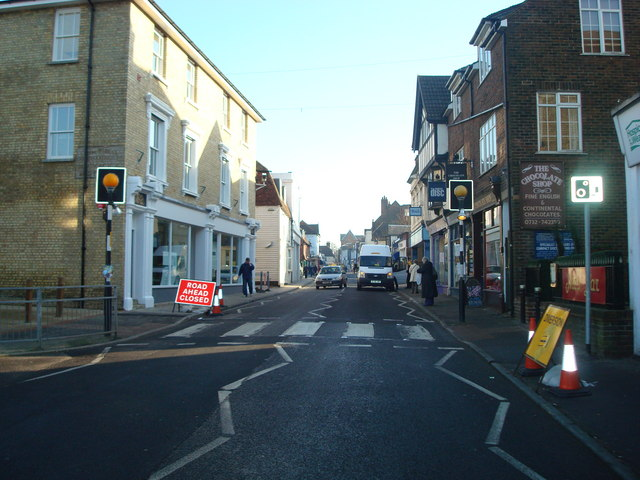

세븐오크스(영어: Sevenoaks)는 잉글랜드 켄트주의 도시이다.

## 출신 유명인
- 조 스틸고

## 자매 도시
- 프랑스 퐁투아즈
- 독일 라인바흐